# Karl Aage Hansen
Karl Aage Hansen (ur. 4 lipca 1921 w Mesinge, zm. 23 listopada 1990 w Kopenhadze) – duński piłkarz występujący na pozycji napastnika, reprezentant Danii w latach 1943–1948, brązowy medalista olimpijski.

## Kariera amatorska
Karl Aage Hansen miał doskonałą sylwetkę, był dobrym dryblerem z nienaganną techniką, grał na pozycji schodzącego napastnika (ang. inside forward). Podejście do treningów miał dość luźne, ale dobrą formę zachowywał dzięki występom w zespole piłki ręcznej, uprawianiu decathlonu i gimnastyki. W piłce ręcznej reprezentował barwy KFUMs Handball a w piłce nożnej KFUMs Boldklub. Kiedy postanowił zmienić barwy w piłce nożnej na Akademisk BK, zmienił również zespół w piłce ręcznej na HG Handball, w którym grała większość składu nowego zespołu. Hansen wygrał mistrzostwo Danii w piłce ręcznej z HG i występował w reprezentacji Danii w piłce ręcznej.
Ulubionym sportem Hansena była piłka nożna a jego przejście do czołowej drużyny Akademisk BK było zmotywowane większą szansą otrzymania powołania do reprezentacji Danii. Hansen międzynarodowy debiut zaliczył 20 czerwca 1943 roku, w którym Dania wygrała ze Szwecją 3-2. Był to ostatni międzynarodowy mecz Danii w czasie niemieckiej okupacji. Z AB Hansen trzykrotnie zwyciężał w rozgrywkach krajowych, w 1942-43, 1944-45 i 1946-47. W czerwcu 1945 roku został powołany do duńskiej reprezentacji zebranej pierwszy raz po zakończeniu II wojny światowej. Od tamtej pory aż do czerwca 1947 roku zabrakło go tylko w jednym meczu spośród kolejnych 15. W 13 był kapitanem, zdobył w nich 13 bramek.
Przed Igrzyskami Olimpijskimi w 1948 w Londynie Hansen opuścił kilka meczów z powodu kontuzji. Zdołał wrócić na ostatni mecz towarzyski przed turniejem, z reprezentacją Polski. Spotkanie zakończyło się zwycięstwem Duńczyków 8-0, Karl zdobył w nim dwie bramki. Hansen był uważany za najważniejszego gracza reprezentacji olimpijskiej, ceniono jego zdolności przywódcze, wydolność, rozegranie i umiejętność zdobywania bramek. W pierwszym meczu Igrzysk przeciwko reprezentacji Egiptu Hansen strzelił dwa gole, w tym bramkę zdobytą w indywidualnej akcji, w której przebiegł z piłką długość połowy boiska. Gol Hansena zapewnił zwycięstwo Danii 3-1 w dogrywce. Prowadząc zespół Danii do zwycięstwa 5-3 przeciwko reprezentacji Włoch w ćwierćfinale, Hansenowi odnowiła się kontuzja w meczu półfinałowym ze Szwedami. W tamtych czasach zmiany zawodników nie były dozwolone. Z kontuzjowanym Hansenem na boisku Dania przegrała 2-4. Bez Hansena, ale z 11 piłkarzami Dania zdobyła brązowy medal wygrywając 5-3 w meczu przeciwko reprezentacji Wielkiej Brytanii. Karl Aage Hansen i Karl Aage Præst zostali wybrani najlepszymi Duńczykami na turnieju. Od tamtej pory Hansen zagrał tylko dwa międzynarodowe mecze, zanim podpisał profesjonalny kontrakt, co spowodowało wykluczenie go z kolejnych powołań do amatorskiej reprezentacji.

## Kariera zawodowa
Pierwszy rok za granicą Hansen spędził w angielskim Huddersfield Town, który ledwo uniknął spadku pierwszej ligi w sezonie 1948-49. W 1949 roku Hansen przeniósł się do Włoch do Atalanty BC, i otrzymał zapłatę w wysokości około 150 000 koron. W Atalancie grał u boku kolegi z drużyny olimpijskiej Jørgena Leschly Sørensena. Hansen zdobył 18 goli w 37 meczach, a Atalanta zakończyła sezon 1949-50 na ósmym miejscu.
W kolejnym sezonie Hansen przeniósł się do broniącego tytułu Juventus FC, gdzie miałby grać u boku duńskich olimpijczyków Johna Hansena i Karla Ааgе Præsta. W swoim kontrakcie Karl Aage Hansen chciał wpisania klauzuli pozwalającej zmienić mu klub na zasadzie wolnego transferu. Trzej Duńczycy świetnie rozumieli się na boisku. W swoim pierwszym sezonie w Turynie Karl Aage Hansen zdobył 23 gole w 34 meczach, co uplasowało go na trzecim miejscu w klasyfikacji strzelców w sezonie. W sezonie 1951-52 Hansen zdobył tylko 12 bramek, ale w liczbie zdobytych bramek został wyręczony przez Johna Hansena, który został królem strzelców a Juventus po raz kolejny sięgnął po mistrzostwo. Karl Aage w zespole Starej Damy rozegrał jeszcze jeden sezon, zanim opuścił klub w 1953 roku na zasadzie wolnego transferu. Włodarze Juventusu uważali Hansena już za wiekowego piłkarza i nie zaproponowali mu satysfakcjonującego go kontraktu. W Serie A w barwach Juventusu rozegrał 87 meczów i strzelił 37 bramek.
Karl Aage Hansen lepiej wspominał swój pobyt w Atalancie, niż w Juventusie, dlatego cieszył się na zmianę otoczenia. Kolejnym pracodawcą była Sampdoria. W Genui grał przez jeden sezon, pomagając klubowi w uplasowaniu się na ósmym miejscu w tabeli na koniec sezonu 1953-54, zanim przeniósł się do Catanii w 1954 roku. Na Sycylii Hansen spędził trzy sezony, nawet pozostając w klubie po spadku do Serie B po karze za ustawianie meczów w 1955 roku. Dla Catanii rozegrał 79 meczów i strzelił 7 goli. Karierę zakończył w 1957 roku. Hansena uważa się za członka duńskiej reprezentacji olimpijskiej z 1948 roku, który zarobił najwięcej pieniędzy w trakcie kariery piłkarskiej. Za każdym razem przy transferze w kontrakcie umieszczał klauzulę dającą całą sumę transferową dla siebie.

## Sukcesy
Dania
- brązowy medal igrzysk olimpijskich: 1948

Juventus FC
- mistrzostwo Włoch: 1951/52